# Mierziączka
Mierziączka (wymowa Mier-ziączka) dawniej też Mierzączka – wieś w Polsce położona w województwie mazowieckim, w powiecie zwoleńskim, w gminie Przyłęk. Ma status sołectwa.
| SIMC    | Nazwa     | Rodzaj    |
| ------- | --------- | --------- |
| 1059018 | Kociełki  | część wsi |
| 1059142 | Las-Laski | część wsi |

Prywatna wieś szlachecka Mierzwiączka, położona była w drugiej połowie XVI wieku w powiecie radomskim województwa sandomierskiego. W latach 1975–1998 miejscowość administracyjnie należała do województwa radomskiego.
Wierni Kościoła rzymskokatolickiego należą do parafii Podwyższenia Krzyża Świętego w Zwoleniu.